# Hog Farm

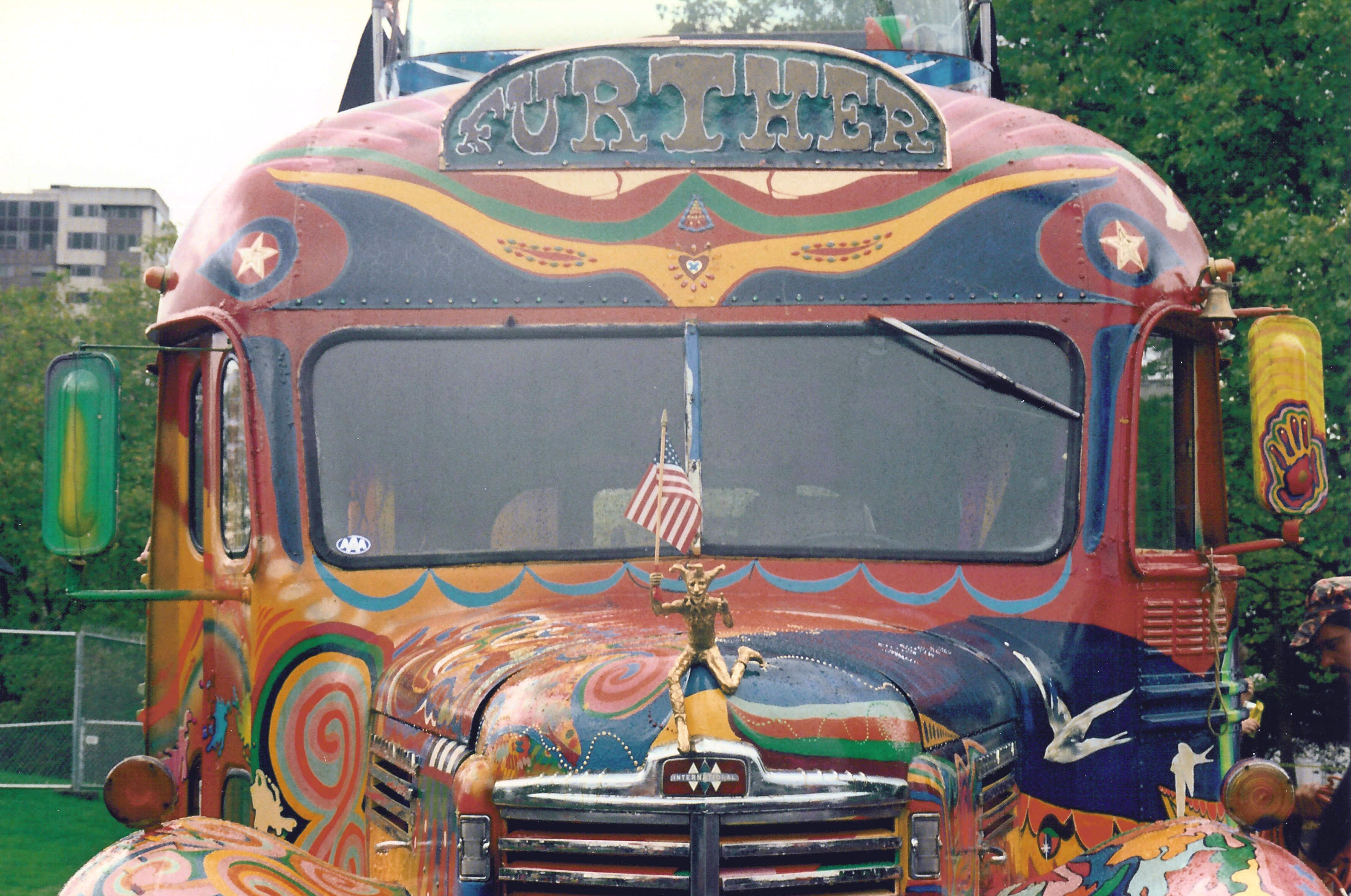
Frontansicht von Further

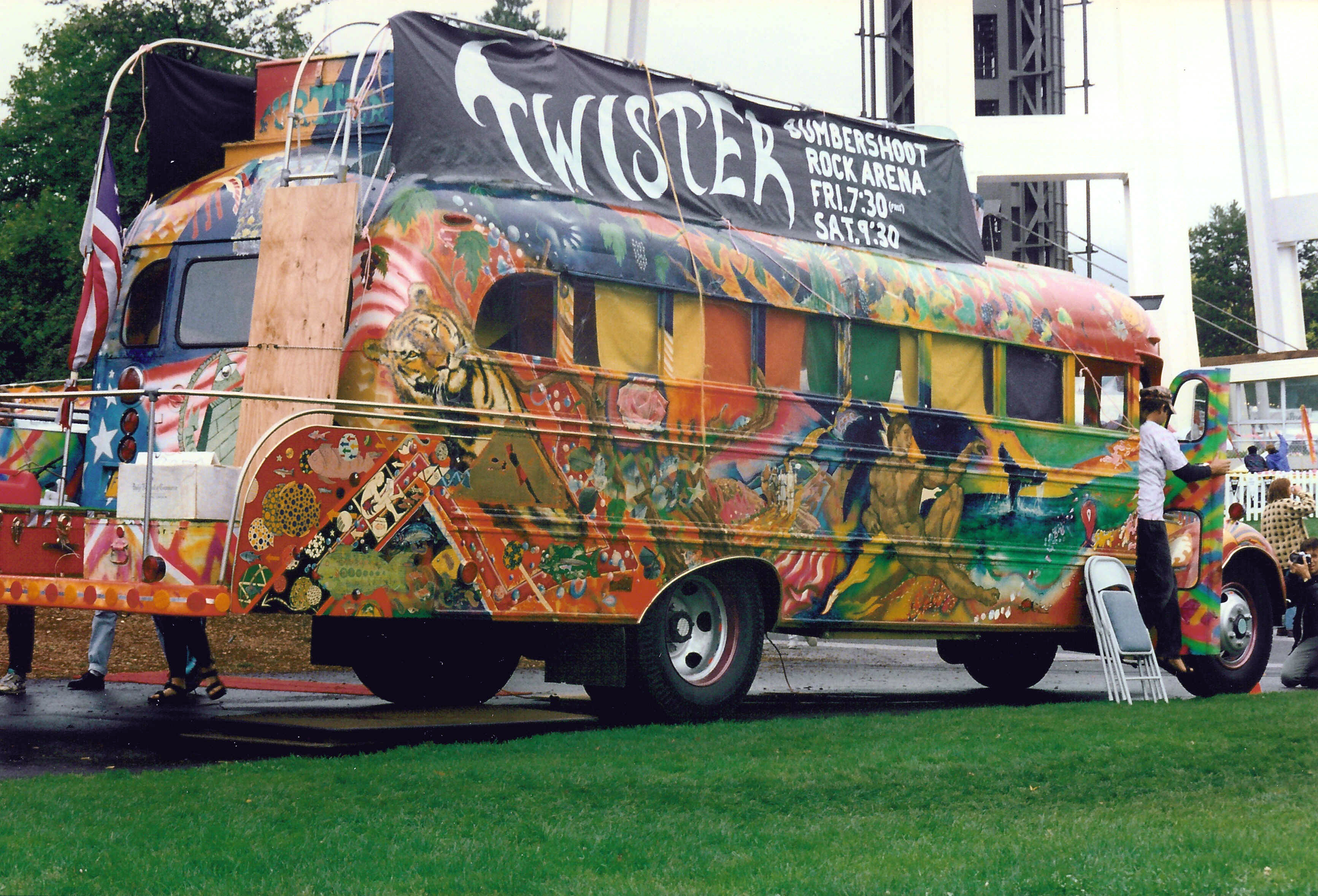
Rückansicht des Busses

Die Hog Farm („Schweinefarm“) war eine frühe Hippie-Kommune in den kalifornischen San Gabriel Mountains außerhalb von Sunland-Tujunga und wurde 1965 von Hugh Romney (alias Wavy Gravy) und seinen Freunden gegründet. Auf der Farm waren deren Bewohner bestrebt, ein neues gesellschaftliches System zu entwickeln, das nicht dem herkömmlichen American way of life entsprach. Dazu gehörte neben dem Versuch der freien Liebe auch das Experimentieren mit halluzinogenen Drogen. Die Erziehung ihrer Kinder folgte antiautoritären Grundsätzen. 
Entstanden aus einer realen Schweinefarm, entwickelte sich die Hog Farm zu einer Keimzelle der aufstrebenden Hippie-Bewegung. Neben der Nähe zu diversen Rockbands zogen auch die verwendeten bunt bemalten, ausrangierten alten Linienbusse, die so genannten Art Cars, die Aufmerksamkeit auf sich. Mit diesen fuhren ihre Mitglieder durchs Land und veranstalteten Happenings.
Die Band Grateful Dead gehörte zum näheren Umfeld der frühen Hippie-Kommune. Auch einige Mitglieder des Aktivisten-Kollektivs The Merry Pranksters lebten auf der Hog Farm.

## Woodstock
Beim legendären Woodstock-Festival im August 1969 unterstützten Hogfarmer die Organisatoren. Die Hogfarmer waren zehn Tage vor Beginn des Festivals angereist. Die Gruppe von Peaceniks sollte unter anderem deeskalierend auf eventuell gewaltbereite Festivalteilnehmer wirken. Die Hogfarmer zeigten sich motiviert, halfen beim Bühnenaufbau, kochten für die Festivalbesucher und nahmen sich Festivalbesuchern an, die aufgrund von Drogeneinnahme (z. B. LSD) orientierungslos waren. Auch bei kleineren Verletzungen, wie z. B. den häufig vorgekommenen Schnittwunden wegen herumliegender Flaschen, unterstützte die Gruppe die Ärzte, die teilweise nachträglich eingeflogen worden waren. Diese mussten sich unter anderem mit Sonnenbränden und Hitzeschlägen befassen.
Angesichts der Menschenmassen (etwa 400.000), die das Festival überfluteten, blieb das Wirken der Hogfarmer eine positiv vermerkte Randerscheinung. Die Regierung des Staates New York erwog, das Festivalgelände und die angrenzende Region zum Katastrophengebiet zu erklären, letztlich erklärte der Landkreis den Notstand.
Im Dezember 1969 halfen die Hog Farmer beim Altamont Free Concert der Rolling Stones bei der Organisation der Besucherbetreuung.

## Zitate
Zitat:
- „Woodstock, das waren für mich die Leute, das war das Auskommen miteinander, das Teilen, die Sorge, das Verarzten, das Füttern“, schrieb Lisa Law von der Hog Farm, die an jenen Tagen für die Besucher kochte.
- „Wir waren zum ersten Mal für etwas verantwortlich, und wir haben der Welt gezeigt, wie das Leben sein könnte. ‚Wir hätten die Welt verändern, ihr eine neue Ordnung geben können‘“, hat Graham Nash geschrieben.[3]
- Woodstock-Macher John Roberts über die Hog Farmer in Making Woodstock:

Die Hog Farmer versorgten die Acid-Kranken, halfen beim Bühnenaufbau und verteilten Reis an hungrige Hippies. Kopf der Schweinebauern war ein gemütlicher Kerl namens Wavy Gravy. Er war für John Roberts der Star der Show.